# Наталија Жунић
Наталија Жунић (Ниш, 18. фебруар 1954) српски је социолог. Бави се научним радом у областима социологије и феминизма, родних студија права, рода и политике, а активна је у областима у родне равноправности, заштити жена жртава породичног насиља и у женској политичкој мрежи. Предаје на Правном факултету у Нишу као асистенткиња на предметима: социологија и социологија права, и правне студије рода.

## Биографија
Наталија Жунић рођена је 18. фебруара 1954. године у Нишу. Дипломирала је и магистрирала социологију на Филозофском факултету Универзитета у Нишу, где је одбранила магистарску тезу "Савремени женски покрет и теорије о ослобођењу жене". Ради као асистенткиња на Правном факултету у Нишу. Као социолошкиња бави се мултидисциплинарним теоријским истраживањима феминизма, правним студијама рода, насиљем у породици, трговином женама, маргиналним групама жена, родном равноправношћу и политичким правима жена. Из тих области има објављене стручне и научне радове као и ауторске и коауторске монографије.

## Чланство у различитим организацијама
Осим професионалног ангажовања, Наталија Жунић је чланица многих професионалних, политичких и грађанских организација. Својим деловањем допринела је реализацији бројних пројеката из области људских права. Међу грађанским организацијама чијем раду активно доприноси су:
- С.О.С - телефон за жене и децу жртве насиља (од 1993, једна од оснивачица)
- Женски истраживачки центар за едукацију и комуникацију[3] (од 1998, једна од оснивачица)
- Женске нишке акције (од 2000, једна од оснивачица)
- Друштво за заштиту и унапређење менталног здравља деце и омладине - Отворени Клуб (од 2000)
- Women Task Force 2000 (од 2000)
- Женске политичке мреже (од 2000)[2]